# Worten
Worten é uma empresa portuguesa de venda a retalho de produtos eletrónicos, de consumo e de entretenimento, pertencente ao grupo Sonae, com sede em Carnaxide.
A Worten está presente nas principais regiões de Portugal, com uma rede de lojas que apresenta duas tipologias distintas: as superstores, com cerca de 500 m2 de área de venda, situadas nas galerias comerciais dos hipermercados Continente Modelo, e as megastores, com cerca de 2.000 m2, localizadas nos principais centros comerciais.
A primeira loja Worten foi inaugurada a 12 de março de 1996 em Chaves e tem atualmente mais de 180 lojas em Portugal.

## Em Espanha
Em Espanha adquiriu a cadeia de lojas Boulanger em 2008, e as lojas PC City, em 2011.
No final de 2018, a Worten contava com 49 lojas em Espanha. Em 2019, a Worten procedeu ao encerramento de nove lojas.
Em março de 2021 a Worten vendeu 17 lojas em Espanha à MediaMarkt por 5 milhões de euros. A transação inclui ainda o futuro encerramento de 14 outras lojas em Espanha Continental. A Worten irá focar-se nas vendas através do canal online e apenas manterá uma loja física em Madrid e 15 nas ilhas Canárias.

## Marcas Próprias
Atualmente, a Worten possui as marcas Kunft, Mitsai, Becken, Goodis, Kubo, e outras.